# Liste der Naturschutzgebiete im Landkreis Vorpommern-Rügen
Im Landkreis Vorpommern-Rügen gibt es 51 Naturschutzgebiete.
| Name des Gebietes                                         | Bild           | Kennung | WDPA      | Landkreis / Stadt                             | Beschreibung / Bemerkungen | Standort | Fläche in Hektar | Datum der Verordnung |
| --------------------------------------------------------- | -------------- | ------- | --------- | --------------------------------------------- | -------------------------- | -------- | ---------------- | -------------------- |
| Abtshagen                                                 | weitere Bilder | N 22    | 162042    | Landkreis Vorpommern-Rügen                    |                            | Position | 240              | 1961                 |
| Ahrenshooper Holz                                         | weitere Bilder | N 23    | 162051    | Landkreis Vorpommern-Rügen                    |                            | Position | 55               | 1961                 |
| Borgwallsee und Pütter See                                | weitere Bilder | N 311   | 162499    | Landkreis Vorpommern-Rügen                    |                            | Position | 566              | 1997                 |
| Dierhäger Moor                                            |                | N 13    | 14328     | Landkreis Vorpommern-Rügen                    |                            | Position | 152              | 1939                 |
| Dornbusch und Schwedenhagener Ufer                        | weitere Bilder | N 294   | 81541     | Landkreis Vorpommern-Rügen                    |                            | Position | 10               | 1937                 |
| Dünenheide auf der Insel Hiddensee                        | weitere Bilder | N 295   | 162821    | Landkreis Vorpommern-Rügen                    |                            | Position | 67               | 1967                 |
| Försterhofer Heide                                        | weitere Bilder | N 276   | 164400    | Landkreis Vorpommern-Rügen                    |                            | Position | 83               | 1993                 |
| Goor – Muglitz: Freetzer Niederung und Goor               | weitere Bilder | N 187b  | 163282    | Landkreis Vorpommern-Rügen                    |                            | Position | 129              | 1990                 |
| Goor – Muglitz: Muglitzer Boddenufer                      |                | N 187a  | 163282    | Landkreis Vorpommern-Rügen                    |                            | Position | 13               | 1990                 |
| Granitz                                                   | weitere Bilder | N 188   | 64684     | Landkreis Vorpommern-Rügen                    |                            | Position | 1161             | 1990                 |
| Grenztalmoor                                              | weitere Bilder | N 80    | 14331     | Landkreis Vorpommern-Rügen                    |                            | Position | 488              | 1971                 |
| Großes Moor bei Dänschenburg                              | weitere Bilder | N 21    | 163375    | Landkreis Vorpommern-Rügen                    |                            | Position | 71               | 1943                 |
| Halbinsel Devin                                           | weitere Bilder | N 273   | 319229    | Landkreis Vorpommern-Rügen                    |                            | Position | 106              | 1993                 |
| Insel Pulitz                                              | weitere Bilder | N 4     | 14340     | Landkreis Vorpommern-Rügen                    |                            | Position | 218              | 1937                 |
| Insel Vilm                                                | weitere Bilder | N 3     | 11796     | Landkreis Vorpommern-Rügen                    |                            | Position | 171              | 1990                 |
| Kniepower See und Katharinensee                           |                | N 252   | 164165    | Landkreis Vorpommern-Rügen                    |                            | Position | 31               | 1994                 |
| Kormorankolonie bei Niederhof                             | weitere Bilder | N 62    | 9331      | Landkreis Vorpommern-Rügen                    |                            | Position | 27               | 1967                 |
| Krummenhagener See                                        | weitere Bilder | N 18    | 14333     | Landkreis Vorpommern-Rügen                    |                            | Position | 257              | 1941                 |
| Langes Moor                                               | weitere Bilder | N 253   | 378116    | Landkreis Vorpommern-Rügen                    |                            | Position | 89               | 1990                 |
| Maibachtal                                                | weitere Bilder | N 214   | 378120    | Landkreis Rostock, Landkreis Vorpommern-Rügen |                            | Position | 90               | 1990                 |
| Mannhagener Moor                                          |                | N 9     | 164564    | Landkreis Vorpommern-Rügen                    |                            | Position | 45               | 1938                 |
| Mönchgut: Göhrener Litorinakliff und Baaber Heide         | weitere Bilder | N 189g  | 64692     | Landkreis Vorpommern-Rügen                    |                            | Position | 158              | 1990                 |
| Mönchgut: Having und Reddevitzer Höft                     | weitere Bilder | N 189h  | 64692     | Landkreis Vorpommern-Rügen                    |                            | Position | 1032             | 1990                 |
| Mönchgut: Lobber Ort                                      | weitere Bilder | N 189c  | 64692     | Landkreis Vorpommern-Rügen                    |                            | Position | 9                | 1990                 |
| Mönchgut: Nordperd                                        | weitere Bilder | N 189f  | 64692     | Landkreis Vorpommern-Rügen                    |                            | Position | 69               | 1990                 |
| Mönchgut: Salzwiesen bei Middelhagen                      | weitere Bilder | N 189d  | 64692     | Landkreis Vorpommern-Rügen                    |                            | Position | 71               | 1990                 |
| Mönchgut: Schafberg bei Mariendorf                        | weitere Bilder | N 189e  | 64692     | Landkreis Vorpommern-Rügen                    |                            | Position | 19               | 1990                 |
| Mönchgut: Südperd                                         | weitere Bilder | N 189a  | 64692     | Landkreis Vorpommern-Rügen                    |                            | Position | 27               | 1990                 |
| Mönchgut: Zicker                                          | weitere Bilder | N 189b  | 64692     | Landkreis Vorpommern-Rügen                    |                            | Position | 932              | 1990                 |
| Neuendorfer Wiek mit Insel Beuchel                        | weitere Bilder | N 321   | 344597    | Landkreis Vorpommern-Rügen                    |                            | Position | 538              | 2005                 |
| Neuensiener und Selliner See: Hügel bei Neuensien         | weitere Bilder | N 190c  | 164791    | Landkreis Vorpommern-Rügen                    |                            | Position | 4                | 1990                 |
| Neuensiener und Selliner See: Neuensiener See             | weitere Bilder | N 190b  | 164791    | Landkreis Vorpommern-Rügen                    |                            | Position | 122              | 1990                 |
| Neuensiener und Selliner See: Westufer des Selliner Sees  | weitere Bilder | N 190a  | 164791    | Landkreis Vorpommern-Rügen                    |                            | Position | 87               | 1990                 |
| Nordufer Wittow mit Hohen Dielen                          | weitere Bilder | N 257   | 164846    | Landkreis Vorpommern-Rügen                    |                            | Position | 139              | 1994                 |
| Nordwestufer Wittow und Kreptitzer Heide                  | weitere Bilder | N 286   | 378136    | Landkreis Vorpommern-Rügen                    |                            | Position | 97               | 2006                 |
| Quellsumpf Ziegensteine bei Groß Stresow                  | weitere Bilder | N 191   | 165067    | Landkreis Vorpommern-Rügen                    |                            | Position | 4                | 1990                 |
| Ribnitzer Großes Moor                                     | weitere Bilder | N 14    | 14327     | Landkreis Vorpommern-Rügen, Landkreis Rostock |                            | Position | 274              | 1939                 |
| Richtenberger See                                         |                | N 329   | 555632802 | Landkreis Vorpommern-Rügen                    |                            | Position | 195              | 2016                 |
| Roter See bei Glowe                                       | weitere Bilder | N 255   | 165231    | Landkreis Vorpommern-Rügen                    |                            | Position | 219              | 1994                 |
| Schmachter See und Fangerien                              | weitere Bilder | N 292   | 386353    | Landkreis Vorpommern-Rügen                    |                            | Position | 279              | 1994                 |
| Schmale Heide mit Steinfeldern – Erweiterung              | weitere Bilder | N 43B   | 319080    | Landkreis Vorpommern-Rügen                    |                            | Position | 16               | 1994                 |
| Schoritzer Wiek                                           | weitere Bilder | N 128   | 165465    | Landkreis Vorpommern-Rügen                    |                            | Position | 463              | 1984                 |
| Spyckerscher See und Mittelsee                            | weitere Bilder | N 256   | 165634    | Landkreis Vorpommern-Rügen                    |                            | Position | 354              | 1994                 |
| Steinfelder in der Schmalen Heide                         | weitere Bilder | N 43A   | 14339     | Landkreis Vorpommern-Rügen                    |                            | Position | 194              | 1935                 |
| Tetzitzer See mit Halbinsel Liddow und Banzelvitzer Berge | weitere Bilder | N 254   | 102328    | Landkreis Vorpommern-Rügen                    |                            | Position | 1112             | 1994                 |
| Torfstichgelände bei Carlewitz                            | weitere Bilder | N 129   | 165932    | Landkreis Vorpommern-Rügen                    |                            | Position | 103              | 1984                 |
| Trebelmoor bei Tangrim                                    |                | N 83    | 165937    | Landkreis Vorpommern-Rügen                    |                            | Position | 57               | 1971                 |
| Unteres Recknitztal                                       | weitere Bilder | N 210   | 102335    | Landkreis Vorpommern-Rügen                    |                            | Position | 1420             | 1994                 |
| Vogelhaken Glewitz                                        | weitere Bilder | N 130   | 166079    | Landkreis Vorpommern-Rügen                    |                            | Position | 89               | 1984                 |
| Wittenhagen                                               | weitere Bilder | N 46    | 14341     | Landkreis Vorpommern-Rügen                    |                            | Position | 150              | 1961                 |
| Wostevitzer Teiche                                        | weitere Bilder | N 285   | 378383    | Landkreis Vorpommern-Rügen                    |                            | Position | 314              | 2011                 |
| Wreechener See                                            | weitere Bilder | N 192   | 166365    | Landkreis Vorpommern-Rügen                    |                            | Position | 72               | 1990                 |

## Quelle
- Landesamt für Umwelt, Naturschutz und Geologie Mecklenburg-Vorpommern, Liste der Naturschutzgebiete (Version vom 31. Dezember 2015)
- Common Database on Designated Areas Datenbank, Version 14